# چاملا
چاملا (به بلغاری: Chamla) یک منطقهٔ مسکونی در بلغارستان است که در استان اسمولیان واقع شده‌است.
 چاملا  ۰ نفر جمعیت دارد و ۱٬۶۵۰ متر بالاتر از سطح دریا واقع شده‌است.